# Colldejou
Colldejou település Spanyolországban, Tarragona tartományban. Colldejou La Torre de Fontaubella, L'Argentera, Vilanova d’Escornalbou, Pratdip, Tivissa, Capçanes, Marçà és Pradell de la Teixeta községekkel határos. Lakosainak száma 160 fő (2024).

## Népesség
A település népessége az elmúlt években az alábbi módon változott:
| Lakosok száma | 77   | 447  | 362  | 232  | 168  | 194  | 183  | 172  | 176  | 160  |
|               | 1717 | 1887 | 1936 | 1960 | 1986 | 2004 | 2009 | 2014 | 2019 | 2024 |